# Nymphicula lifuensis
Nymphicula lifuensis is een vlinder uit de familie van de grasmotten (Crambidae), uit de onderfamilie van de Acentropinae. De wetenschappelijke naam van deze soort is voor het eerst gepubliceerd in 2014 door David John Lawrence Agassiz.
De soort komt voor in Nieuw Caledonië (Loyaliteitseilanden).